# Gottfried Weber (Fußballspieler)
Gottfried Weber (* 6. August 1914 in Dresden; † unbekannt) war ein deutscher Fußballtorwart und bis heute einziger gehörloser Fußballer im höheren Ligenbereich. Er wurde als Torwart des Dresdner SC Deutscher Pokalsieger (1940 und 1941) und Deutscher Meister (1943 und 1944). Nach dem Zweiten Weltkrieg hütete Weber das Tor unter anderem in der Saison 1951/52 für die BSG Einheit Pankow in der höchsten Spielklasse Oberliga des DDR-Sportausschusses. Weber wurde zudem mehrmals in die Fußballweltauswahl der Gehörlosen berufen.

## Sportliche Laufbahn
Weber rückte ab 1937 als Torwart in die 1. Mannschaft des Dresdner SC auf, mit dem dortigen Kapitän und Nationalspieler Helmut Schön, dem späteren Bundestrainer (1964–78). Mit dem Verein, der im vereinseigenen Stadion am Ostragehege oft vor mehr als 60.000 Zuschauern antrat, gewann Weber in den Spielzeiten 1940 und 1941 den Deutschen Vereinspokal sowie 1943 und 1944 die Deutsche Meisterschaft. Hinter Stammtorwart Willibald Kreß, der in 24 Pokalspielen und 39 Endrundenpartien um das nationale Championat für den DSC zum Einsatz kam, wurde Weber bei den Finalpartien nur selten aufgeboten. Zweimal stand Weber 1943/44 in der letzten, bis zum Ende ausgetragenen Kriegsmeisterschaft auf dem Weg des DSC ins Endspiel im Dresdner Tor.
Nach dem Krieg spielte er zunächst im sächsischen Mügeln und bei Chemie Eilenburg, wechselte dann nach Ost-Berlin und stand zum ersten Mal am 9. Dezember 1951 im Tor der Betriebssportgemeinschaft (BSG) Einheit Pankow. Er löste damit den bisherigen Stammtorwart Helmut Ostermann ab. Die Fußballmannschaft der BSG Einheit war im Sommer 1951 ins Leben gerufen worden, um als zweiter Ost-Berliner Vertreter an der DS-Oberliga teilzunehmen. Dies war eine politische Entscheidung zur Aufwertung des sportlichen Charakters der „Hauptstadt der DDR“ gewesen. Einheit Pankow war ohne sportliche Qualifikation als zusätzliches 19. Team anstelle des zuvor abgestiegenen VfB Pankow zur Saison 1951/52 in die Oberliga aufgenommen. Die Mannschaft bestand aus einigen ehemaligen VfB-Spielern und zahlreichen Neulingen. Auch im Laufe der Saison wurden weitere neue Spieler verpflichtet, unter ihnen Weber. Bei seinem Debüt hatte Einheit nach 16 Spieltagen noch keinen Sieg errungen und ein Torverhältnis von 9:52 erreicht. Er blieb nach seinem ersten Einsatz (Motor Zwickau – Einheit Pankow 4:0) Stammtorwart, konnte aber den Niedergang der Pankower nicht aufhalten. Am Ende der Saison war die BSG Einheit nach 36 Punktspielen nur auf fünf Siege gekommen. Als Tabellenletzter stieg die BSG Einheit Pankow aus der Oberliga ab und der fast 38-jährige nahm seinen Abschied vom höherklassigen Fußball.

## Allgemeines
Weber verlor aufgrund einer schweren Erkrankung im Säuglingsalter sein Gehör und war im Schulsystem der Weimarer Republik (wie bis 2002, dem Jahr der offiziellen Anerkennung der Gebärdensprache als eigenständige Sprache) zum Erlernen der Deutschen Lautsprache gezwungen. Durch seine herausragenden sportlichen Leistungen und ungewöhnlichen Reflexe wurde er für den Fußballsport entdeckt und als Torhüter beim Dresdner SC ausgebildet und entging nach 1933 als Sportler nicht nur dem Euthanasieprogramm der NS-Diktatur, dem auch viele Gehörlose zum Opfer fielen, sondern auch dem Einzug in die Deutsche Wehrmacht zu Kriegsbeginn.
Weber ist Vater des Komponisten Helmut Oehring (* 1961 als Helmut Weber), der seinem Vater 2003 mit der Kammermusik GOTTFRIED W. Größter Torhüter aller Zeiten ein musikalisches Denkmal setzte.